# Protemblemaria punctata
Protemblemaria punctata là một loài cá thuộc họ Chaenopsidae. Nó là loài đặc hữu của Venezuela.